# Prostredné Spišské pleso
Prostredné Spišské pleso je ledovcové jezero, které se nachází ve Vysokých Tatrách v Malé Studené dolině v nadmořské výšce 2010 m. Má rozlohu 1,8880 ha a je druhým největším z Pěti Spišských ples. Je 225 m dlouhé a 142 m široké. Dosahuje maximální hloubky 4,7 m. Jeho objem činí 50 193 m³.

## Okolí
Na severozápadě se nachází Veľké Spišské pleso a na jihozápadě Nižné Spišské pleso. Na jihovýchodě stojí Téryho chata a východně od ní Malé Spišské pleso. Na severovýchodě se zvedají svahy Pyšného štítu. Po jižním břehu plesa prochází turistická trasa z Téryho chaty na Sedielko a Priečné sedlo.

## Vodní režim
Do plesa ústí ze západu Malý Studený potok, který přitéká z Veľkého Spišského plesa. Dalším přítokem je potok ze svahu Pyšného štítu, který do plesa přitéká ze severovýchodu. Malý Studený potok patřící do povodí řeky Poprad se v plese dělí na dvě ramena a odtéká jednak na jihovýchod do Malého Spišského plesa a také na jihozápad do Nižného Spišského plesa. Pod prahem doliny se obě ramena opět spojují. Rozměry jezera v průběhu času zachycuje tabulka:
| Rok     | Měření prováděl   | Rozloha ha | Délka m | Šířka m | Hloubka max.m | Objem m³ |
| ------- | ----------------- | ---------- | ------- | ------- | ------------- | -------- |
| 1928    | Josef Schaffer    | 1,8208     | 209     | 133     | 5,1           | [ 2 ]    |
| 1961–67 | pracovníci TANAPu | 2,360      | 225     | 142     | 4.6           | [ 2 ]    |
| 2005    | Gregor, Pacl      | 1,8880     | [ 2 ]   | [ 2 ]   | 4,7           | 50 193   |

## Přístup
Přístup je možný pěšky a to pouze v letním období od 16. června do 31. října, ale sezónní uzávěrka je prakticky bezprostředně u jezera. Po jižním břehu vede společná  a  turistická značka, která spojuje Téryho chatu a rozcestí pod Sedielkem.
- po společné  žluté a  zelené turistické značce od Téryho chaty (vzdálenost 50 m).
- po  žluté turistické značce od Zbojnícke chaty přes Priečne sedlo.
- po  zelené turistické značce z Tatranské Javoriny přes Sedielko.